# Пчелиново
Пчелиново (болг. Пчелиново) — село в Болгарии. Находится в Старозагорской области, входит в общину Гурково. Население составляет 53 человека.

## Политическая ситуация
Пчелиново подчиняется непосредственно общине и не имеет своего кмета.
Кмет (мэр) общины Гурково — Стоян Бонев Николов (Болгарская социалистическая партия (БСП)) по результатам выборов в правление общины.